# Anne-Marie Hagelin

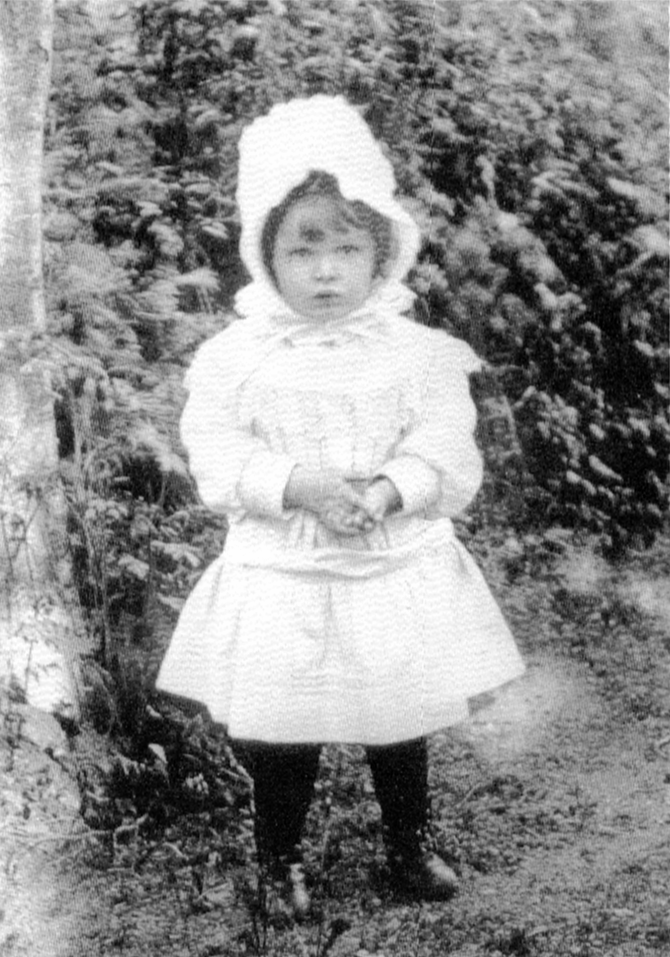
Anne-Marie Strindberg 1904, foto taget av August Strindberg.

Anne-Marie Hagelin, under en period Wyller, född Strindberg den 25 mars 1902 i Stockholm, död 17 augusti 2007 i Märsta i Stockholms län, var August Strindbergs yngsta dotter.

## Biografi
Anne-Marie Hagelins mor var skådespelaren Harriet Bosse som August Strindberg gift sig med 1901. Redan 1904 upplöstes äktenskapet, men hon behöll kontakten med sin far. De träffades dock bara någon gång i månaden, då hon besökte honom i hans hem i Blå tornet.
Hon studerade i Oxford. På Nordiska studentmötet i Oslo 1925 träffade hon sin första make, norrmannen Anders Platou Wyller, född 24 april 1903 och avliden 2 oktober 1940. Han arbetade senare som lektor vid Sorbonne. De gifte sig på Gällnö utanför Stockholm  i maj 1926 och fick två söner. Äldsta sonen Arne Wyller föddes 1927 i Paris och blev sedermera en känd astrofysiker, medan hans yngre bror Jörgen, född 1929 i Paris, blev far till musikern Anders Wyller. Efter ett par år flyttade familjen till Norge, där Anders Wyller 1938 grundade och drev  Nansenskolen med Kristian Schjelderup. Under andra världskriget flydde Anders Wyller med den norska regeringen till London, medan Anne-Marie och barnen bosatte sig i Sverige. Familjen kom sedan att återförenas i Sverige, men Anders Wyller var då sjuk och avled i oktober 1940. 
Under en lång tid levde Anne-Marie Wyller utan kontakt med media, men 1972 gjordes en radiointervju med henne av Bertil Perrolf. Hon var då bosatt i Oslo. Efter att ha lyssnat på intervjun tog barndomsvännen Gösta Hagelin kontakt med Anne-Marie och i november 1973 gifte de sig. De bosatte sig i Sigtuna.
Anne-Marie Hagelin avled i augusti 2007, 105 år gammal.